# ニッツァ・ディ・シチーリア
ニッツァ・ディ・シチーリア（イタリア語: Nizza di Sicilia）は、イタリア共和国シチリア州メッシーナ県にある、人口約3,600人の基礎自治体（コムーネ）。

## 地理

### 位置・広がり
メッシーナ県のコムーネ。県都メッシーナから南南西へ26kmの距離にある。

#### 隣接コムーネ
隣接するコムーネは以下の通り。
- アリ・テルメ
- フィウメディニージ
- マンダニーチ
- ロッカルメーラ